# Don Chisciotte alle nozze di Gamaccio
Don Chisciotte alle nozze di Gamaccio è un'opera in un atto di Saverio Mercadante, su libretto di Stefano Ferrero. La prima rappresentazione ebbe luogo al Teatro Principal di Cadice il 10 febbraio 1830.
Gli interpreti della prima rappresentazione furono:
| Personaggio    | Interprete               |
| -------------- | ------------------------ |
| Don Chisciotte | Stefano Ferrero          |
| Sancio Panza   | Gaetano Marconi          |
| Chiteria       | Adelaide Varese Pedrotti |
| Gamaccio       | Luigi Rigola             |
| Basilio        | Ignazio Pasini           |
| Bernardo       | Luigi Vaccani            |
| Cristina       | Teresa Zappucci          |
| Don Diego      | Antonio Garcia           |

Nell'introduzione del libretto originale si fa notare che Mercadante, per musicare il soggetto ambientato in Spagna, decise di utilizzare vari motivi tratti dalle migliori canzoni spagnole.

## Trama
La scena si immagina parte in casa di Don Diego, parte nel luogo dove si deve svolgere il matrimonio.
Chiteria, figlia di Bernardo, ha avuto sin dall'infanzia un'intima amicizia con Basilio, giovane spiantato, e questo affetto è aumentato negli anni, trasformandosi in tenero amore, tanto che i due si sono giurati eterno amore, promettendosi reciprocamente la mano. Il padre di Chiteira, uomo avaro, poco stimando l'amore della figlia per Basilio, ha deciso di farla sposare con Gamaccio, giovane semplice ma ricco. Le suppliche e le lacrime della figlia per convincerlo a cambiare proposito non sono servite a nulla; al contrario, l'uomo ha fatto l'accordo con Gamaccio e fissato il giorno delle nozze.
Basilio, disperato per la perdita dell'amante, cerca di fare ricorso a ogni possibile rimedio per impedire il matrimonio, ma tutto è inutile. Basilio però scopre un trucco che, messo in atto al momento stesso delle nozze, gli consentirà, a dispetto di Bernardo e Gamaccio, di ottenere la mano dell'amata.
Il giorno del matrimonio giungono a casa di Don Diego, padrone del villaggio, Don Chisciotte e Sancio Panza. Invitati al matrimonio, saranno due delle parti principali per la riuscita dello stratagemma ideato da Basilio, contribuendo, soprattutto Don Chisciotte col suo valore e la sua eloquenza, a coronare i sogni dei due amanti.

## Struttura musicale
- Sinfonia

### Atto Unico
- N. 1 - Introduzione e Cavatina di Sancio Per le nozze di Gamaccio - Basta, basta, vi ringrazio (Coro, Sancio)
- N. 2 - Cavatina di Chiteria Ero felice un giorno
- N. 3 - Duetto fra Basilio e Chiteria Giura, crudel, che mia
- N. 4 - Coro e Cavatina di Chisciotte Ben venuto, mio signore - Perdon ti chiedo, o donna (Chisciotte, Sancio, Diego, Cristina, Coro)
- N. 5 - Coro ed Aria di Gamaccio Hai veduto? - Andiam dunque ad invitarlo
- N. 6 - Duetto fra Sancio e Chisciotte Io dissi, (or si sto fresco)
- N. 7 - Duetto fra Basilio e Sancio Cavaglier deh m'ascoltate
- N. 8 - Finale Viva i sposi, viva i sposi (Coro, Gamaccio, Bernardo, Cristina, Chisciotte, Sancio, Basilio, Chiteria, Diego)

## Discografia
- Ugo Guagliardo (Don Chisciotte), Domenico Colaianni (Sancio Pansa), Laura Catrani (Chiteria), Ricardo Mirabelli (Gamaccio), Hans Ever Mogollon (Basilio), Giulio Mastrototaro (Bernardo), Marisa Bove (Cristina), Filippo Polinelli (Don Diego). Direttore Antonino Fogliani, Czech Chamber Soloists di Brno e Coro San Pietro a Majella di Napoli, Naxos 8.660312-13 (2CD) (Prima registrazione mondiale)